# Christophe Joseph Marie Dabiré
Christophe Joseph Marie Dabiré (ur. 27 sierpnia 1948) – burkiński polityk, ekonomista i urzędnik, minister zdrowia, spraw społecznych i rodziny (1992–1997) oraz szkół średnich wyższych i badań naukowych (1997–2000), premier Burkiny Faso w latach 2019–2021.

## Życiorys
Kształcił się w zakresie ekonomii, audytu i planowania gospodarczego na Uniwersytecie w Lomé, Uniwersytecie w Bordeaux i Uniwersytecie Lille I. Pracował jako urzędnik państwowy. Od 1984 do 1988 był dyrektorem studiów i projektów, a od 1988 do 1992 dyrektorem ds. kooperacji w Ministerstwie Ekonomii i Planowania. Od 1992 do 1997 pozostawał ministrem zdrowia, spraw społecznych i rodziny a od 1997 do 2000 – szkół średnich, wyższych i badań naukowych. Jednocześnie w latach 1994–1996 sprawował funkcję ministra. W 1997 i 2002 wybierano go w skład parlamentu. W latach 2007–2017 był przedstawicielem Burkiny Faso we Wspólnocie Gospodarczej Państw Afryki Zachodniej, gdzie jako komisarz odpowiadał za rynek regionalny, handel, konkurencję i kooperację.
Po rezygnacji Paula Kaby Thieby 21 stycznia wyznaczony przez prezydenta na premiera. Objął urząd trzy dni później. Pozostawał na stanowisku do 10 grudnia 2021.

## Życie prywatne
Jest żonaty, ma troje dzieci.